# Японское метеорологическое агентство
Японское метеорологическое агентство (яп. 気象庁 кисё:тё:) — орган исполнительной власти Японии, осуществляющий сбор метеорологических данных и предоставление прогнозов погоды. Является полуавтономным подразделением министерства земли, инфраструктуры, транспорта и туризма Японии. JМА также отвечает за наблюдение и предупреждение о землетрясениях, цунами и извержениях вулканов.

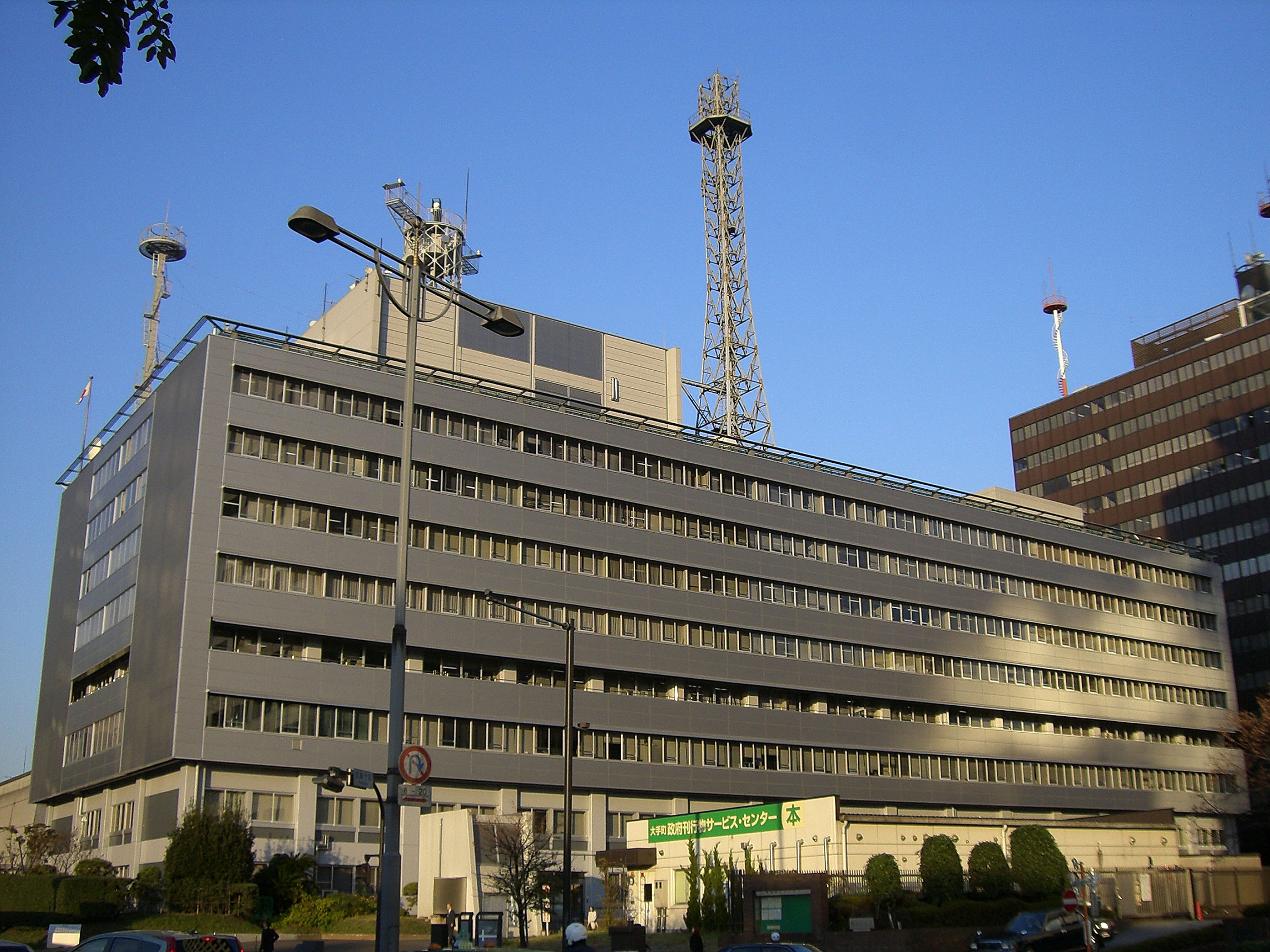
Офис агентства

Штаб-квартира агентства находится в Тиёда, Токио. Имеет шесть региональных административных офисов. Для сбора данных используются четыре морских обсерватории, пять вспомогательных объектов, четыре авиационных метеорологических центра, 47 местных метеорологических обсерваторий и метеорологические спутники. В состав агентства входят исследовательские центры.
JМА также является региональным специализированным метеорологическим центром для Северо-Западной части Тихого океана и предоставляет консультации по тропическим циклонам в этом регионе.
JМА имеет 627 наблюдательных пунктов по всей стране для мониторинга сейсмической активности.